# 錢桂森
錢桂森（1830年—1902年），初名桂枝，字馨伯，一字辛白，號樨庵、一号犀盦，江蘇泰州人，清朝政治人物，教育家、藏书家。

## 生平
道光二十八年（1848年）江蘇鄉試舉人，道光三十年（1850年）進士。選庶吉士，散館授編修。歷官監察御史。升翰林院侍講、翰林院侍講學士、翰林院侍讀學士。光緒十年（1884年）任內閣學士。光緒十四年（1888年）提督安徽學政。晚年主江寧鍾山書院、揚州安定書院講席，後返回家鄉泰州，任胡公書院山長。

## 著作
有《一松軒詩集》。
- 《民國續纂泰州志》24卷，747
- 《清代職官年表》